# ジョイセ・シルバ
ジョイセ・ゴメス・ダ・シルバ（Joyce Gomes da Silva、女性、1984年6月13日 - ）は、ブラジルのバレーボール選手。元ブラジル代表。

## 来歴
2001年、ブラジルスーパーリーガのSão Caetano Esporte Clubeに入団し、プロとしてのキャリアをスタートさせる。2003年にジュニアのブラジル代表としてジュニア世界選手権に出場し、金メダルを獲得した。同年、Minas Tênis Clubeに移籍し、同チームで4シーズンプレーした。
2006年、シニアのブラジル代表に初選出される。同年のワールドグランプリで代表デビューを果たした。2009年、モントルーバレーマスターズ、ワールドグランプリで金メダルを獲得した。2010年に日本で開催された世界選手権で銀メダルを獲得した。
2013年、韓国リーグのKGC人参公社に移籍した。2015年、代表に4年ぶりに復帰し、ワールドグランプリに出場した。

## 球歴
- 世界選手権 - 2010年
- グラチャン - 2009年
- ワールドグランプリ - 2006年、2008年、2009年、2010年、2015年

## 所属クラブ
- São Caetano Esporte Clube（2001-2003年）
- Minas Tênis Clube（2003-2007年）
- Esporte Clube Pinheiros（2007-2008年）
- Rio de Janeiro Volêi Clube（2008-2010年）
- Vôlei Futuro（2010-2012年）
- Fakel Novy Ourengoï（2012-2013年）
- KGC人参公社（2013-2015年）
- Bursa Büyükşehir Belediyespor（2015-2017年）
- Çanakkale Belediyespor（2017-2018年)
- Fluminense Football Club（2018-2019年）
- Wisła Varsovie（2019-2020年）
- オザスコ（2021-2022年）